# ولایت خوارزم
ولایت خوارزم (ازبکی: Xorazm viloyati، خوارزم ولایتی) یکی از ولایت‌های کشور ازبکستان است. وسعت آن ۶٬۴۶۴ کیلومتر مربع و جمعیت آن ۱٬۷۷۶٬۷۰۰ تن است. مرکز این استان شهر گرگانج می‌باشد. شهر خیوه از این ولایت جزو میراث جهانی یونسکو است و با آثار معماری دیدنی و ارزشمندی، این شهر را به یکی از جالب‌ترین مقاصد توریستی خوارزم بدل کرده‌است.

## تقسیمات کشوری
ولایت خوارزم به ۱۰ شهرستان تقسیم می‌شود که این شهرستانها و و مرکز آنها به شرح ذیل است:
| شماره | نام شهرستان        | نام مرکز شهرستان |
| ----- | ------------------ | ---------------- |
| ۱     | شهرستان باغات      | باغات            |
| ۲     | شهرستان گورلان     | گورلان           |
| ۳     | شهرستان خیوه       | خیوه             |
| ۴     | شهرستان قشقاپیر    | قشقاپیر          |
| ۵     | شهرستان شاوات      | شاوات            |
| ۶     | شهرستان قراول      | قراول            |
| ۷     | شهرستان خانقه      | خانقه            |
| ۸     | شهرستان هزاراسپ    | هزاراسپ          |
| ۹     | شهرستان ینگی اریق  | ینگی اریق        |
| ۱۰    | شهرستان ینگی بازار | ینگی بازار       |
| ۱۱    | شهرستان بیرونی     | کاث              |